# Ammodytoides kimurai
Ammodytoides kimurai is een  straalvinnige vissensoort uit de familie van zandspieringen (Ammodytidae). De wetenschappelijke naam van de soort is voor het eerst geldig gepubliceerd in 1993 door Ida & Randall.